# Maria Mittet
Maria Haukaas Mittet, née Maria Haukaas Storeng le 3 août 1979 est une chanteuse norvégienne qui a représenté son pays au Concours Eurovision de la chanson 2008.

## Biographie
Maria est née à Finnsnes mais a grandi à Senja, dans le comté de Troms en Norvège. Son premier passage télévisé remonte à son premier rôle à 11 ans dans la comédie musicale Annie montée au Bryggeteateret à Oslo en 1991. Maria et sa famille revinrent vivre à Oslo durant quelque temps pour aider Maria dans ses projets musicaux avant de retourner vivre à Senja.
À 24 ans, en 2004, elle participe au Pop Idol norvégien. Elle finira 6e du concours cette année-là avant de participer à l'Idol Tour avec les autres participants du top 10.
Elle réalise son premier album solo en 2005. Il se classera 13e des charts norvégiens d'albums cette année-là. Le single Breathing se placera 5e et sera certifié "Single d'or" en Norvège tandis que Should've se placera 20e. Elle réalisa ensuite une tournée de quatre mois dans son pays pour promouvoir son album.
Maria est la représentante norvégienne au Concours Eurovision de la chanson 2008 avec la chanson Hold on, Be strong, écrite par Mira Craig. La chanson est classée 1re dans les charts norvégiens d'iTunes. Le 12 février 2008, la chanson entre à la 5e place dans les charts de singles norvégiens avant de rejoindre la 1re place la semaine suivante, le 19 février 2008.
Le second album, produit avec l'aide de Mira Craig et intitulé Hold on, Be strong sort dans les bacs le 28 avril 2008.

## Concours Eurovision de la chanson 2008

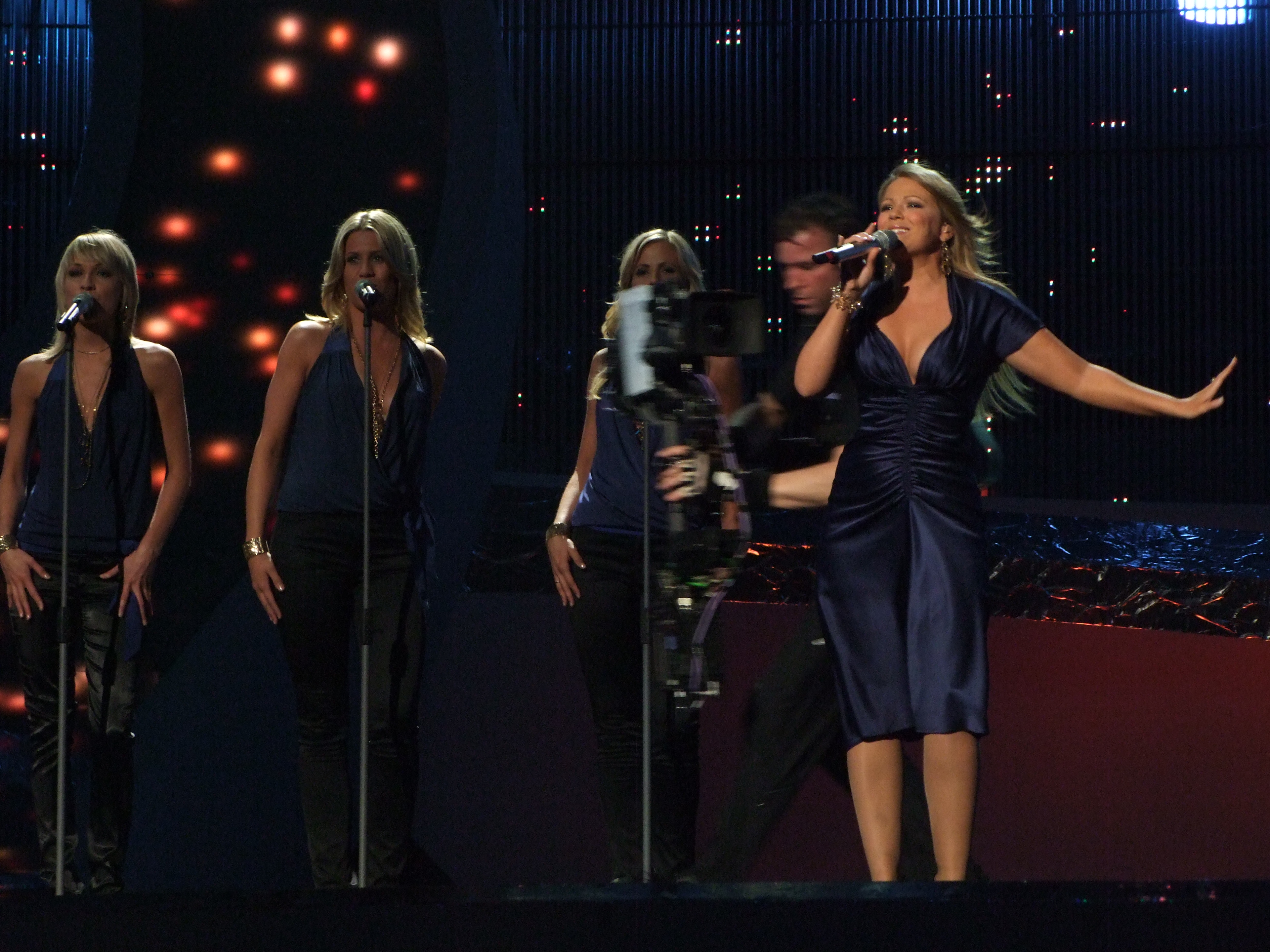
Maria Haukaas Storeng chante Hold On Be Strong durant la 1re demi-finale du Concours Eurovision de la chanson 2008 le 20 mai 2008.

Maria se qualifie au 1er tour du Melodi Grand Prix 2008 le 18 janvier 2008 et elle a directement été élue pour faire partie de la finale nationale. Durant la finale du 9 février, elle reçoit le plus grand nombre de votes des téléspectateurs ainsi que du jury. C'est ainsi qu'elle devient la représentante de son pays au Concours Eurovision de la chanson 2008 à Belgrade.
Lors de la 1re demi-finale du concours qui a lieu le 20 mai 2008, Maria fait partie des 10 finalistes sur les 19 participants. Elle sera donc l'une des participantes à défendre le titre de son pays pour la finale du 24 mai. Elle se classe finalement à une très belle 5e place avec 182 points.

## Rôles au théâtre
- 1991 - 1992 : Annie de Thomas Meehan, Charles Strouse et Martin Charnin, dans le rôle d'Annie (Bryggeteateret à Oslo)
- 1995 - 1996 : Le magicien d'Oz, dans le rôle de Dorothée (Det norske teatret à Oslo)
- 2002 : Thank You For The Music - Groupe ABBA (Scene West à Oslo)
- 2003 : Fame, dans le rôle de Mabel Washington (Chat Noir à Oslo)
- 2005 : Hamlet, dans le rôle d'Ophelia (Nordnorsk Scenekompani à Harstad et Tromsø)
- 2006 - 2007 : Hair, dans le rôle de Sheila Franklin (Det Norske Teatret à Oslo)

## Discographie

### Albums
| Statistiques | Singles                     |
| --- | --------------------------- |
| Breathing - Sortie: 31 janvier 2005 - Positions dans les charts: - # 13 NOR - Label: Oslo Recordings/Bonnier Amigo Music Group\|Bonnier | - "Breathing" - "Should've" |
| Hold On Be Strong - Sortie: 28 avril 2008 - Position dans les charts: - #5 NOR - Label: Universal Music                                 | - "Hold On Be Strong"       |

### Singles
| Année | Titre               | Position dans les charts, | Album             |
| Année | Titre               | VG-lista                  | Album             |
| ----- | ------------------- | ------------------------- | ----------------- |
| 2004  | "Breathing"         | 5                         | Breathing         |
| 2005  | "Should've"         | 20                        | Breathing         |
| 2006  | "Nobody Knows"      | -                         | Hold On Be Strong |
| 2008  | "Hold On Be Strong" | 1                         | Hold On Be Strong |

## Chansons dans des films d'animation
- Kim Possible (Version audio norvégienne) - chante la chanson thème & une ballade dans un épisode
- Chicken Little (Version audio norvégienne) - chante Ta Den Ut
- Shrek le troisième (Version audio norvégienne) - voix de Rapunsel

## Filmographie
- 2007: Beat for Beat (TV)
- 2005: Heia Tufte (TV)
- 2004: Beat for Beat (TV)
- 2004: Pop Idol norvégien (TV)
- 2003: Beat for Beat (TV)
- 2001: Du skal høre mye (TV)
- 1999: Beat for Beat (TV)

## Sources
- (en) Cet article est partiellement ou en totalité issu de l’article de Wikipédia en anglais intitulé « Maria Haukaas Storeng » (voir la liste des auteurs).